# Sickan (olika betydelser)

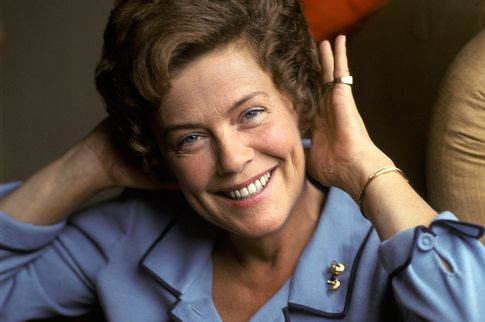
Sickan Carlsson, 1965.

Sickan är ett förnamn som i Sverige använts som smeknamn och artistnamn av både kvinnor och män.
Den 31 december 2022 var 285 kvinnor och 30 män folkbokförda i Sverige med förnamnet Sickan. Av dessa hade 158 kvinnor och 11 män namnet som tilltalsnamn.

## Kvinnor med namnet
- Sickan Carlsson (1915–2011), skådespelare och sångerska
- Sickan Castegren (1887–1963), skådespelare och operettsångerska

## Pseudonymer
- Sickan (rappare), artistnamn för rappare från Vårby, Stockholm, aktiv sedan 2021

## Fiktiva
- Charles-Ingvar "Sickan" Jönsson är en fiktiv figur i Jönssonligan